# Kirchenbezirk Karlsruhe-Land
Der Evangelische Kirchenbezirk Karlsruhe-Land (auch Evangelisches Dekanat Karlsruhe-Land) ist einer von 24 Kirchenbezirken bzw. Dekanaten innerhalb der Evangelischen Landeskirche in Baden. Er gehört zum Kirchenkreis Nordbaden und umfasst 31 Kirchengemeinden, die halbkreisförmig die Stadt Karlsruhe umschließen.

## Lage
Die Gemeinden des Kirchenbezirks liegen im südlichen und nordwestlichen Teil des Landkreises Karlsruhe nördlich, östlich und südlich der Stadt Karlsruhe sowie im Karlsruher Stadtteil Neureut, der bis 1975 eine eigenständige politische Gemeinde war. Der Bezirk grenzt an die Evangelischen Kirchenbezirke Baden-Baden und Rastatt im Süden, den Kirchenbezirk Badischer Enzkreis im Osten, den Kirchenbezirk Bretten-Bruchsal im Nordosten und die Evangelische Kirche der Pfalz im Westen. Des Weiteren umschließt der Kirchenbezirk Karlsruhe-Land den Bezirk Karlsruhe.

## Geschichte
Das Gebiet des Kirchenbezirks gehört zum Kernland der Markgrafschaft Baden-Durlach, in der schon im 16. Jahrhundert die Reformation eingeführt wurde. Einige Gemeinden wurden Ende des 17. Jahrhunderts von geflüchteten Hugenotten und Waldensern gegründet. Weitere evangelische Gemeinden entstanden durch den Zuzug von Evangelischen nach dem Zweiten Weltkrieg.
Im Rahmen der Neugliederung des evangelischen Kirchenwesens im Großherzogtum Baden wurde 1810 als eines von zunächst 35 Dekanaten das Dekanat Land Karlsruhe (später Dekanat Karlsruhe-Land) gegründet. Im Laufe der Zeit wurde der Zuschnitt des Dekanats bzw. Kirchenbezirks mehrfach geändert. 1975 wurde der Kirchenbezirk Durlach aufgelöst und aus Teilen von ihm sowie des Kirchenbezirks Karlsruhe der Kirchenbezirk Alb-Pfinz gebildet, der 14 Kirchengemeinden umfasste.
Zum 1. Januar 2014 fusionierten die Bezirke Alb-Pfinz und Karlsruhe-Land (alt) wieder zum neuen Kirchenbezirk Karlsruhe-Land, wobei einige Gemeinden im Raum Bruchsal an den neu gebildeten Kirchenbezirk Bretten-Bruchsal abgegeben wurden.

### Dekane des Dekanats
Seit 2014: Martin Reppenhagen

## Kirchengemeinden des Dekanats
Der Kirchenbezirk Karlsruhe-Land gliedert sich in die folgenden 31 Kirchengemeinden:
- Kirchengemeinde Auerbach
- Kirchengemeinde Berghausen-Wöschbach
- Michaelisgemeinde Blankenloch
  - Michaeliskirche (Blankenloch)
- Heilig-Geist-Gemeinde Büchig
- Kirchengemeinde Eggenstein
- Johannesgemeinde Ettlingen
- Luthergemeinde Ettlingen
- Paulusgemeinde Ettlingen
- Kirchengemeinde Friedrichstal
- Kirchengemeinde Graben-Neudorf
- Kirchengemeinde Hochstetten
- Kirchengemeinde Ittersbach
- Kirchengemeinde Kleinsteinbach
  - Thomaskirche (Kleinsteinbach)
- Kirchengemeinde Langensteinbach
- Kirchengemeinde Leopoldshafen
- Kirchengemeinde Liedolsheim
- Kirchengemeinde Linkenheim
- Melanchthongemeinde Malsch
- Kirchengemeinde Mutschelbach
- Kirchengemeinde Neureut-Kirchfeld
- Kirchengemeinde Neureut-Nord
- Waldensergemeinde Neureut-Süd
- Kirchengemeinde Rheinstetten-Forchheim
- Kirchengemeinde Rheinstetten-Mörsch-Neuburgweier
- Kirchengemeinde Rußheim
- Kirchengemeinde Söllingen
- Kirchengemeinde Spielberg
- Kirchengemeinde Spöck
- Kirchengemeinde Staffort-Büchenau
- Kirchengemeinde Waldbronn
- Kirchengemeinde |Weingarten